# Alpenkalk
Der Alpenkalk ist ein wissenschaftshistorischer Sammelbegriff für verschiedene Kalksteine des Alpengebietes. Der Alpenkalk war in der ersten Hälfte des 19. Jahrhunderts eine der vier erfassten Formationen in den Kalkalpen. Er umfasste als eine von vier Formationen im Wesentlichen die Gesteine aus der Triaszeit und der Jurazeit.

## Abgrenzung
Neben der Alpenkalk-Formation gab es die Salzlagerstätten, die etwa der heutigen Alpinen Haselgebirge-Formation entsprechen, dann die Gruppe der Roten Schiefer und Sandsteine, die heute etwa dem Permoskyth-Komplex entsprechen und als vierte Formation die Gosau- oder Flysch-Formation.

## Geschichte
Nach einer ersten Phase der geologischen Erforschung der Kalkalpen Ende des 18. Jahrhunderts, etwa durch Mathias von Flurl oder Leopold von Buch wurde in der ersten Hälfte des 19. Jahrhunderts die Methodik verfeinert und die Forschung planmäßiger organisiert, unter anderem auch durch die Gründung der k.k. geologischen Reichsanstalt in Wien im Jahr 1849. Offene Fragen waren damals die relative Stellung der Formationen in den Kalkalpen zueinander und auch ihre Vergleichbarkeit mit außeralpinen Formationen. So etwa dachte sich der deutsche Geologe Christian Keferstein den Alpenkalk noch im Hangenden der Gosau-Formation. Da aber das Alter der großteils kreidezeitlichen Gosau-Formation damals schon bekannt war, ordnete er den Alpenkalk als Formation der harten Kreide auch in die Kreide ein. Erstmals richtig erfasst hatte die Reihenfolge Karl Lill von Lilienbach im Jahr 1830. Er unterschied dabei auch eine Untere Gruppe des Alpenkalkes von einer Oberen Gruppe des Alpenkalkes. Unklar blieb aber lange die zeitliche Einordnung des Alpenkalkes. So war man zwischen 1829 und 1847 meist der Annahme, der Alpenkalk repräsentiere Lias und Jura. 1848 ordnete Adolph von Morlot den tiefsten Abschnitt des Alpenkalkes in die Trias ein. Faktisch hatte diese Einordnung aber bereits zwei Jahre zuvor Franz von Hauer durch paläontologische Untersuchungen vollzogen, und bereits 1824 hatte Ami Boué den deutschen Muschelkalk mit dem Alpenkalk altersmäßig gleichgesetzt, was damals aber von der Fachwelt nicht anerkannt worden war. Durch immer feinere lithologische und altersmäßige Unterscheidungen wurde der Überbegriff Alpenkalk zusehends unbrauchbar, er konnte sich aber noch bis etwa 1860 in der geologischen Literatur halten. Franz von Hauer bezeichnete ihn schließlich 1875 als ungeeignet und veraltet.